# Roh Shin-yeong
Roh Shin-yeong (coréen : 노신영, né le 28 février 1930 à Kangso (Pyongan du Sud, Corée) et mort le 21 octobre 2019 à Séoul (Corée du Sud)[réf. nécessaire]) est un homme d'État sud-coréen qui fut Premier ministre de 1985 à 1987.

## Biographie
Au début de sa carrière dans le service diplomatique, Roh Shin-yeong est consul général à Los Angeles dès 1968. Consul général à New Dehli (1972), ambassadeur en Inde (1973), il est vice-ministre des Affaires étrangères et représentant permanent à Genève en 1976. 
Il est ensuite promu au poste de ministre des Affaires étrangères du 2 septembre 1980 au 1er juin 1982. Du 2 juin 1982 au 18 février 1985, il occupe le poste de directeur de l'ANSP[Quoi ?]. Le 19 février 1985, il est nommé Premier ministre par intérim jusqu'au 15 mai. Il a officiellement pris ses fonctions le lendemain et a quitté ses fonctions le 25 mai 1987.